# Lincoln Gordon

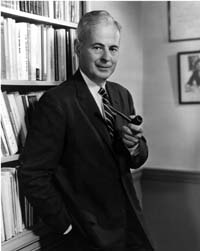
Lincoln Gordon (1975)

Abraham Lincoln Gordon (* 10. September 1913 in New York City; † 19. Dezember 2009 in Mitchellville, Maryland) war ein US-amerikanischer Wirtschaftswissenschaftler, Hochschullehrer und Diplomat, der unter anderem zwischen 1961 und 1966 Botschafter der Vereinigten Staaten in Brasilien sowie von 1966 bis 1967 als Assistant Secretary of State for Inter-American Affairs Leiter der Unterabteilung Interamerikanische Beziehungen im US-Außenministerium war. Er fungierte anschließend zwischen 1967 und 1971 als Präsident der Johns Hopkins University (JHU).

## Leben

### Hochschullehrer, Botschafter und Assistant Secretary
Abraham Lincoln Gordon, Sohn des Rechtsanwalts Bernard Gordon und Dorothy Learner, begann nach dem Besuch der Ethical Culture Fieldston School ein grundständiges Studium an der Harvard University, das er mit einem Bachelor of Arts (B.A.) abschloss. Mit finanzieller Unterstützung durch ein Rhodes-Stipendium absolvierte er ein weiteres Studium an der University of Oxford und erwarb dort 1936 einen Doctor of Philosophie (Ph.D.) mit der Dissertation The public corporation in Great Britain. Nach seiner Rückkehr wurde er Professor an der Harvard University. Während des Zweiten Weltkrieges war er des Weiteren zwischen 1944 und 1945 Vizevorsitzender für Programme der Behörde für Kriegsproduktion (War Production Board). 1952 wurde er Gesandter für Wirtschaftsangelegenheiten an der Botschaft im Vereinigten Königreich und war als solcher bis 1955 auch Direktor der dortigen Mission für den Marshallplan ERP (European Recovery Program), war ein historisch bedeutendes Wirtschaftsförderungsprogramm der USA für den Wiederaufbau der Staaten Europas nach dem Zweiten Weltkrieg.
1959 wurde Gordon in die American Academy of Arts and Sciences gewählt.
Am 18. September 1961 wurde Gordon zum Botschafter der Vereinigten Staaten in Brasilien ernannt und überreichte dort am 19. Oktober 1961 als Nachfolger von John Moors Cabot seine Akkreditierung. Er verblieb auf diesem Posten bis zum 25. Februar 1966, woraufhin John W. Tuthill seine Nachfolge antrat. Als Botschafter soll er 1964 eine Rolle bei einem Militärputsch gespielt haben, in der die Regierung von João Goulart durch eine US-freundliche Militärdiktatur ersetzt wurde. Er soll ein großer Unterstützer des Putsches gewesen sein und über die CIA Kontakt zu den Putschisten aufgenommen haben. Nach dem Ende seiner Zeit in Brasilien wurde er am 25. Februar 1966 als Assistant Secretary of State for Inter-American Affairs Leiter der Unterabteilung Interamerikanische Beziehungen im US-Außenministerium und trat dort am 9. März 1966 die Nachfolge von Jack Vaughn an. Er bekleidete diese Funktion bis zum 30. Juni 1967 und wurde anschließend von Covey T. Oliver abgelöst.

### Präsident der Johns Hopkins University

Lincoln Gordon (1967)

Nach seinem Ausscheiden aus dem Außenministerium übernahm Lincoln Gordon 1967 von Milton S. Eisenhower die Funktion als Präsident der Johns Hopkins University (JHU). Er hatte diese vier Jahre bis 1971 inne und wurde daraufhin wiederum von Milton S. Eisenhower abgelöst. Wie an anderen Universitäten weltweit kam es auch an der Johns Hopkins University Ende der 1960er Jahre zu Studentenprotesten. 1970 sprach er sich dafür aus, die Funktion des Provost zu reformieren und in Leitender Vizepräsident (Senior Vice President) umzubenennen.
Danach war er zwischen 1972 und 1975 Fellow des Woodrow Wilson International Center for Scholars, ein zur Smithsonian Institution gehörendes 1968 unabhängiges Forschungszentrum, das an die Ideale und Anliegen von US-Präsident Woodrow Wilson erinnern soll, indem es eine Verbindung zwischen der Welt der Ideen und der Welt der Politik schafft, Forschung, Studien und Diskussionen unterstützt und die Zusammenarbeit von vielen unterschiedlichen Individuen fördert, die sich mit Politik und Wissenschaft in nationalen und internationalen Angelegenheiten beschäftigen. Er engagierte sich ferner als Direktor des Atlantic Council, eine Denkfabrik und Public-Policy-Gruppe in Washington, D.C. zur Förderung von konstruktiver US-Führung und -Engagement in internationalen Angelegenheiten auf Basis der zentralen Rolle der atlantischen Gemeinschaft bei der Bewältigung der internationalen Herausforderungen des 21. Jahrhunderts, sowie in der American Academy of Diplomacy. Er war ferner von 1980 bis 1982 Mitglied des Senior Review Panel, einem Beratungsgremium der Central Intelligence Agency (CIA). 1984 wurde er ferner Gastgelehrter für außenpolitische Studien an der Brookings Institution, eine 1916 gegründete unabhängige Organisation für Forschung, Bildung und Publikation mit Fokus auf öffentliche Politik in den Gebieten Wirtschaft, Auslandspolitik und Staatsführung.
Aus seiner 1937 geschlossenen Ehe mit der 1987 verstorbenen Allison Wright gingen die beiden Söhne Robert Gordon und Hugh Gordon sowie die beiden Töchter Sally Gordon und Amy Gordon hervor.

## Veröffentlichungen
- The public corporation in Great Britain, Dissertation, 1938
- United States manufacturing investment in Brazil. The impact of Brazilian Government policies, 1946–1960, 1962
- A New Deal for Latin America. The Alliance for Progress, 1963
- International stability and North-South relations, 1978
- Growth Policies and the International Order, 1979
- Energy Strategies for Developing Nations, 1981
- Changing growth patterns and world order, 1982
- Eroding Empire: Western Relations with Eastern Europe, 1987
- Integrating economic and security factors in East-West relations, 1988
- Brazil’s Second Chance. En route toward the first world, 2001